# رودي رييس
رودي رييس هو لاعب كرة قاعدة كوبي، ولد في 5 نوفمبر 1979.